# Aristocypha spuria
Rhinocypha spuria
Espèce
Statut de conservation UICN

 LC  : Préoccupation mineure
Aristocypha spuria est une espèce d'insectes de l'ordre des odonates (libellules), du sous-ordre des Zygoptera (demoiselles), de la famille des Chlorocyphidae et du genre Aristocypha.

## Répartition
Aristocypha spuria se rencontre en Asie. Elle est notamment présente en Inde et en Birmanie,.

## Description

### Description du mâle
Le mâle possède un abdomen d'environ 23 à 24 mm et des ailes inférieures de 26 à 28 mm,.
La tête est noire avec des marques jaune citron constituées d'un petit point ovale sur le côté externe de chaque ocelle postérieure et d'un petit point occipital de chaque côté. Le labium est noir et le labre non marqué.
Le prothorax est noir présentant des marques jaune citron formant une ligne sur le milieu du dos du lobe postérieur, un petit point à chacun de ses angles externes, un autre plus grand au-dessous de celui-ci et un grand point triangulaire de chaque côté du lobe moyen. Le thorax est noir et présente des marques jaunes constituées d'une tache antéhumérale supérieure linéaire, d'une bande humérale supérieure brisée située au-dessus localisée près de la bordure arrière de la suture, d'une large bande irrégulière sur les côtés de la partie postérieure du mésépiméron, et d'une strie triangulaire de forme allongée sur la partie postérieure du métépimère qui est souvent brisée en deux. Occasionnellement, ces marques peuvent également comporter une petite tache sur la partie supérieure du mésépiméron et une petite strie le long de la partie supérieure de la première suture latérale. Toutes ces marques, prothoraciques et thoraciques, sont sujettes à variation, les marques prothoraciques et les plus petites marques thoraciques étant souvent absentes. Le triangle mésothoracique est roussâtre ou lilacé, très long et large, s'étendant jusqu'au sinus anté-alaire.
Les pattes sont noires avec les deux paires de tibias postérieurs blanc neigeux pruinescent sur la surface des fléchisseurs.
Les ailes ne sont pas très larges, noirâtre chatoyant chez l'adulte et gris fumé chez le juvénile. Un peu plus du tiers des quatre ailes est hyalin, cette partie se prolongeant pour les ailes inférieures le long du bord postérieur jusqu'à l'extrémité du ptérostigma occupant ainsi longitudinalement le cinquième de la largeur de l'aile. La partie opaque, noire avec des reflets bleu acier ou verts, des ailes inférieures est marquée de trois séries de taches vitreuses irisées lilacées ou violacées,. La première est constituée d'une seule tache oblongue entre le quadrilatère et le nodus placée à la frontière de la partie opaque qu'elle entame, la seconde est formée de trois taches en série transverse placées entre le nodus et le ptérostigma, la troisième consistant en une seule grande tache centrale presque arrondie bornée au-dessus par le secteur ultranodal. Les ailes postérieures sont considérablement plus larges que les ailes antérieures. Les deux ailes présentent environ 20 nervures anténodales. Le ptérostigma est brun noirâtre avec une très grande marque lilacée allongée pour les ailes postérieures.
L'abdomen est noir avec des reflets métalliques foncés. Le premier segment présente une petite tache jaune latérale et les second et troisième segments une ligne le long de la bordure ventrale. Les appendices anaux sont élancés, modérément séparés, et légèrement courbés à leur apex.

### Description de la femelle
La femelle possède un abdomen d'environ 22 mm et des ailes inférieures d'environ 30 mm.
La tête est noir velouté avec des taches de couleur ocre brillant. Le labium est noir et ses lobes latéraux sont blancs. Le labre est noir avec la totalité de sa partie centrale jaune profondément entaillée à sa base par une langue noire. En plus des taches présentes chez le mâle, la femelle possède des marques jaunes à la base des mandibules, sur les joues et le segment basal des antennes, un petit point triangulaire sur chaque côté du rhinarium, un grand triangle de chaque côté de la surface supérieure du front, un petit point de chaque côté des ocelles antérieures, et, enfin, une petite tache ovale médiale sur l'occiput.
Le prothorax est marqué comme chez le mâle, mais plus largement. Le thorax présente des marques jaunâtres similaires à celles du mâle, mais celles-ci sont d'un jaune verdâtre plus étendu. Les lignes supérieures et antérieures bordant les sutures humérales et les premières sutures latérales sont généralement complètes, le marquage ano-huméral est composé d'une bande bien marquée courbée depuis l'intérieur de l'extrémité supérieure de la suture humérale vers le sinus anté-alaire, puis tout le long de la ligne dorsale parallèle au triangle mésothoracique qui est finement bordé de jaune. Chez la femelle Aristocypha spuria, la face ventrale du synthorax présente des bandes jaunes distinctes, semblables à celles de Aristocypha fenestrella.
Les ailes uniformément fumées et safranées sont hyalines et non marquées. Le ptérostigma est noir et sa zone centrale ocre. Les ailes antérieures et postérieures possèdent de 14 à 16 nervures anténodales.
Les pattes sont noires avec les deux paires postérieures de tibias pruinées.
L'abdomen est noir métallique avec des marques jaunes composées d'une étroite ligne sur la carène médio-dorsale des segments 2 à 7, de la bordure apicale et de points latéraux anguleux ou courbés pour le premier segment, d'une bande longitudinale, d'un point apical et d'une bande ventro-latérale sur les segments 2 à 5. Sur le segment 6 et parfois le 7, seul le point apical est présent. Les segments 2 à 6 possèdent une bordure apicale latéralement jaunâtre. Les appendices anaux sont noirs, pointus, cylindriques, et deux fois plus longs que le segment 10. Les lames vulvaires sont très robustes, s'étendant jusqu'à la fin de l'abdomen.

## Espèces proches
Aristocypha spuria est très semblable à Aristocypha fenestrella, leur statut taxonomique mutuel pouvant même être considéré incertain.
Elle est également proche d'Aristocypha quadrimaculata dont elle se distingue par une taille bien plus importante.

## Systématique
L'espèce Aristocypha spuria a été décrite par l'entomologiste belge Edmond de Sélys Longchamps en 1879 sous le protonyme Rhinocypha spuria et transférée dans le genre Aristocypha par Frank Fortescue Laidlaw en 1950,.
Le statut du genre Aristocypha fait débat et est considéré par certains auteurs comme un sous-genre de Rhinocypha conduisant ceux-ci à nommer l'espèce Rhinocypha spuria,. Les publications les plus récentes considèrent Aristocypha spuria comme le nom d'espèce valide.

### Publication originale
- Sélys Longchamps, E., de. 1879. Quatrièmes Additions au Synopsis des Caloptérygines. Bulletins de l'Académie royale des sciences, des lettres et des beaux-arts de Belgique, 47: 349-409 [388].

### Synonymes
- Rhinocypha spuria Sélys, 1879 (protonyme)[3],[1]
- Rhinocypha fenestrella spuria Laidlaw, 1917[1]